# Јоже Инголич
Јоже Инголич (Сподња Полскава, код Словенске Бистрице, 21. март 1921 — Менгеш, 1. октобар 2011), учесник Народноослободилачке борбе, друштвено-политички радник и амбасадор СФРЈ.

## Биографија
Рођен је 21. март 1921. године у селу Сподња Полскава, код Словенске Бистрице. Завршио је Трговачку академију. 
Након окупације Југославије, 1941. године од стране окупатора је био интерниран у Србију, где се у току лета 1941. године укључио у Народноослободилачку борбу. Члан Комунистичке партије Југославије (КПЈ) постао је новембра 1944. године. Био је организациони секретар Општинског одбора Ослободилачког фронта Словеније у Лендави. 
После ослобођења, 1946. године је у Београду завршио виши економски течај и након тога је деловао у општинским организацијама у Словенској Бистрици и Лендави, код Марибора. Радио је на формирању сеоских радних задруга, а потом је био секретар Комитета за пољопривредно задругарство Словеније. Од 1948. до 1953. године је био потпредседник Планске комисије Народне Републике Словеније, а од 1953. до 1955. године је био директор Главне дирекције пољопривредних задруга Словеније. Председник Главног задружног савеза Словеније био је од 1956. до 1958. године, а од 1958. до 1962. године је био секретар за пољопривреду у Извршног већа Скупштине НР Словеније. 
Године 1962. је прешао на савезне функције. Од 1962. до 1963. године био је директор Савезног завода за привредно планирање, потом је од 1963. до 1967. године био савезни секретар за пољопривреду у Савезном извршном већу. Био је биран за посланика Савезне скупштине и од 1967. до 1969. године је био посланик Већа народа. Године 1969. је прешао у дипломатску службу и био је амбасадор СФРЈ у Етиопији, до 1974. године. Након повратка у Југославију од 1974. до 1977. године је био посланик Веће република и покрајина Скупштине СФРЈ. Од 1977. до 1981. године поново је био у дипломатској служби и био је посланик Кувајту и Јемену. 
Одликован је Орденом рада са црвеном заставом.